# Cincinnati
Cincinnati er en amerikansk by i delstaten Ohio. Byen har 309.317 (2020) indbyggere, hvilket gør den til statens tredje største, efter Columbus og Cleveland. 
Cincinatti ligger ved bredden af Ohiofloden på grænsen til delstaten Kentucky. Byen blev grundlagt i 1788 . Den er administrativt centrum i det amerikanske county Hamilton County. 
Byen er hjemsted for footballholdet Cincinnati Bengals, der spiller i NFL.

## Ekstern henvisning
- Cincinnatis hjemmeside (engelsk)